# Jadis (The Walking Dead)
Anne (también conocida como Jadis o Jadis Stokes) es un personaje ficticio de la serie de televisión de terror The Walking Dead , que se transmite por AMC en los Estados Unidos y se basa en  la serie de cómics del mismo nombre. Ella es interpretada por Pollyanna McIntosh. Jadis es un personaje original en la serie de televisión y no tiene contraparte en los cómics.

## Personalidad
Jadis es la líder de lenguaje extrañamente y enigmático de Los Carroñeros. Es tranquila y serena, pero también muy astuta y hábil. Aunque originalmente solo habla en un inglés roto, vuelve a tener un lenguaje normal después de la muerte de su grupo "Los Carroñeros". Anne, que ahora es miembro de la comunidad de Alexandria y es plenamente aceptada a partir de la novena temporada, comienza una relación con el P. Gabriel Stokes.[cita requerida]

## Historia

### The Walking Dead

#### Temporada 7

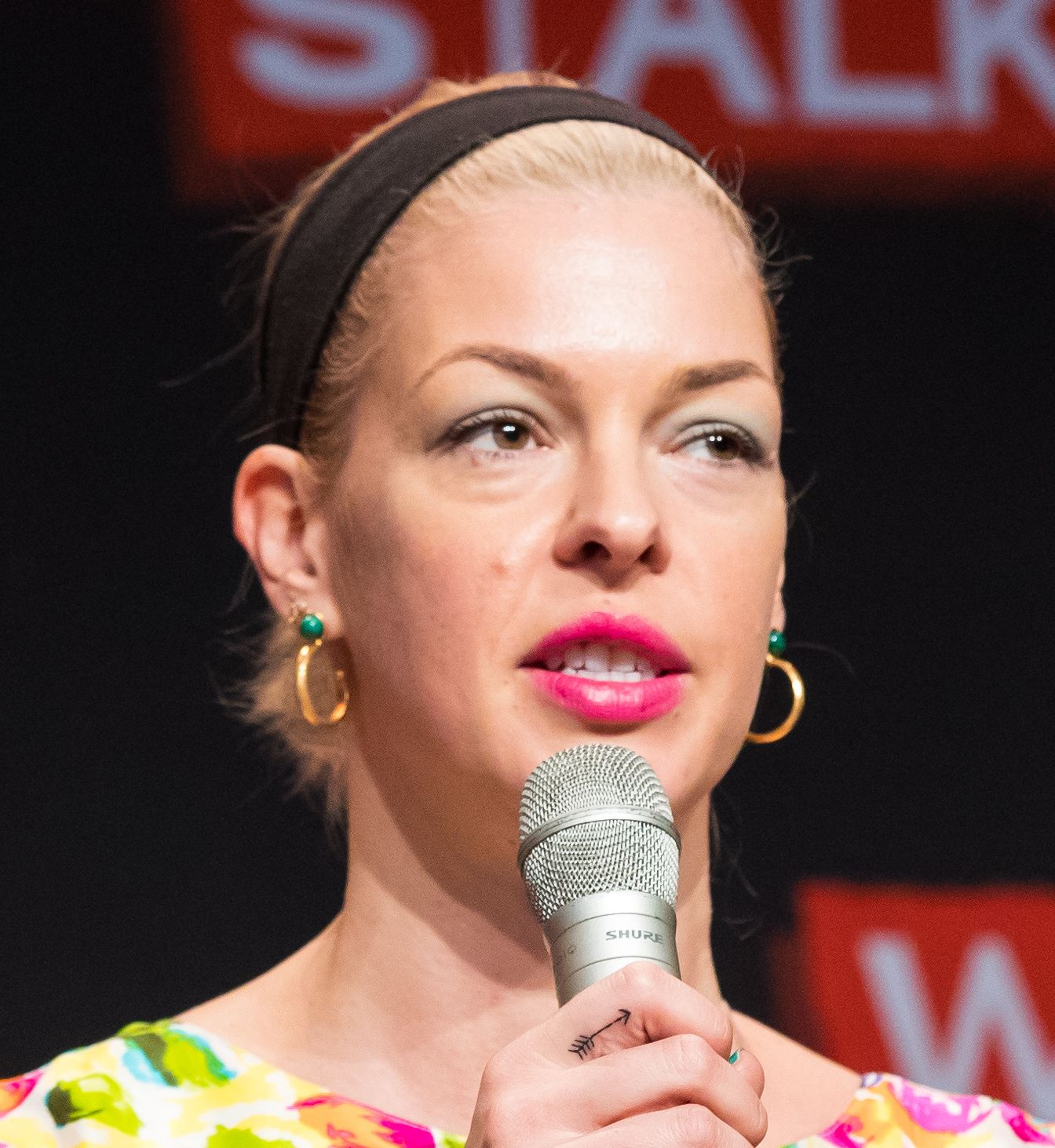
Pollyanna McIntosh interpreta a Jadis/Anne.

En el estreno de mitad de temporada "Rock in the Road", el grupo de Jadis secuestró a Gabriel y luego emboscó al grupo de Rick mientras lo buscaban. En el episodio "New Best Friends", cuando Rick le pidió que uniera fuerzas para derrotar a los salvadores, Jadis se muestra reacia pero lo toma en consideración después de que le informen que podrían ganar más suministros. Jadis le dice a Rick que necesita demostrar su valía y ella lo empuja a un montón de basura a un pozo de basura y metal. Después de ver a Rick matar a un caminante fuertemente blindado, ella le dice que ella y su gente lo ayudarán, pero que necesitan muchas armas. En el episodio "Say Yes", cuando el grupo de Rick le entrega 63 armas, ella le dice que no es suficiente, y afirma que necesitan casi el doble de armas. Rick y Jadis renegocian y acuerdan que mantendrá 20 de las armas mientras busca más. Encuentra las armas necesarias en Oceanside. En el episodio "Something They Need", al parecer asegurando el apoyo de los carroñeros. En el final de la temporada "The First Day of the Rest of Your Life", en el día de la batalla, ella propuso crudamente a Rick al llegar a Alexandría. Juntos, los carroñeros y los alexandrinos colocan bombas en las puertas listas para el enemigo. Cuando la explosión falla cuando Negan y sus hombres esperan junto a las puertas, Jadis saca un arma de Rick y los carroñeros hacen lo mismo con el resto de los alexandrinos. Ella revela que le contó a Negan el plan de Rick y que los salvadores le ofrecieron un "mejor trato". Cuando los salvadores se distraen con una Sasha re-animada, Rick intenta hacer otro trato con ella, pero Jadis se niega y le dispara en el abdomen; Ella lo empuja fuera de la plataforma, de pronto El Reino y Hilltop encabezados por Maggie, Jesús,  Enid, Morgan, Carol y Ezekiel salvan a Rick de las manos de Negan y comienza un tiroteo abatiendo a muchos salvadores y carroñeros. Durante la batalla, ella huye con su grupo a través de bombas de humo.

#### Temporada 8
En el episodio "The King, the Widow and Rick", después de que la guerra entre los salvadores y las fuerzas combinadas haya comenzado, Rick intenta nuevamente poner a Jadis de su lado. Ella lo encierra en un contenedor de envió. En el episodio "Time for After", Jadis lo libera para pelear con otro caminante armado. Él decapita al caminante y desarma a sus hombres, dándole nuevos términos que parece aceptar. En el final de mitad de temporada "How It's Gotta Be", Rick es abandonado por Jadis y sus carroñeros cuando descubren las consecuencias del ataque de Daryl en el Santuario y son atacados por soldados salvadores.
En el episodio "The Lost and the Plunderers", Simon, no satisfecho con el enfoque de Negan y sabiendo que Hilltop tiene el resto de sus 38 hombres en cautiverio, va al depósito de chatarra de los carroñeros y acusa a Jadis de regresar a su traición con los salvadores, pero le da la oferta de Negan de regresar a los términos originales de su trato y entregar todas sus armas. Jadis está de acuerdo, pero Simon no cree que Jadis muestre suficiente remordimiento y mata a sus dos tenientes, Tamiel y Brion, a sangre fría. Ella lo golpea, haciendo que Simon ordene a sus hombres que maten al resto de los carroñeros. Para cuando Rick y Michonne llegan al depósito de chatarra, todos los carroñeros, pero Jadis, han reanimado. Encuentran a Jadis sola, habiendo dejado a un lado su naturaleza distante. Ella explica que ella había sido una artista antes del brote, que había utilizado el depósito de chatarra para los materiales, pero después, ella y los carroñeros vieron el depósito de chatarra como una forma de mantenerse aislados del resto del mundo mientras usan todo el patio como su lienzo. Rick, cansado de las cruces dobles de Jadis, decide abandonarla mientras él y Michonne escapan. Jadis atrae a los caminantes restantes a una trituradora industrial para protegerse, llorando para sí misma mientras ve a sus antiguos amigos ser destruidos.. En el episodio "The Key", Jadis captura a Negan a punta de pistola. En el episodio "Still Gotta Mean Something", en un flashback, Jadis se hace pasar por muerta para salvarse de la masacre de los carroñeros por Simon y los salvadores. En el presente, ella se toma un tiempo para recuperarse antes de recoger a una cautiva Negan y llevar su bate de béisbol modificado, "Lucille" y una maleta. Negan intenta disculparse por lo que le sucedió a su gente, reconociendo que Simon había ido en contra de sus órdenes para eliminar a los carroñeros, pero Jadis es firme y aún amenaza con matarlo. Mientras ella está fuera de la vista, él puede acceder a su maleta, que contiene una pistola y fotos de su pasado, convenciéndola a hablar para que no las destruya con una bengala. Revela que nombró a su bate de béisbol con el nombre de su difunta esposa, Lucille y con las fotos de Jadis, su bate es lo último que debe recordar de su vida anterior. Jadis de repente lo apresura, más para llegar a la bengala, pero se cae de sus manos en un charco, y se apaga. Ella se escapa para conseguir otra bengala cuando un helicóptero flota brevemente sobre su cabeza antes de desaparecer, demasiado tarde para ver la segunda bengala de Jadis. Jadis se rompe en lágrimas. Jadis deja ir a Negan; él le ofrece venir con él y seguir un nuevo camino, pero ella se niega. En el final de la temporada "Wrath", Jadis le dice a Morgan que puede llamarla "Anne". Morgan llega al depósito de chatarra y le dice que puede ir a cualquier lugar que quiera ahora que Negan ha sido derrotado, por lo que se va, pero él se queda en su lugar.

#### Temporada 9
En el estreno de la temporada "A New Beginning", Anne, que ahora es una miembro de la comunidad de Alexandria y se acepta en su totalidad, se une a una carrera de suministros a Washington D. C. Habiendo visitado el Museo Smithsonian una vez con su clase cuando aún era maestra, Anne puede llevar al grupo a un escondite de suministros en el sótano del museo. A su regreso, encuentran que el puente hacia Hilltop está destruido y Rick desarrolla un plan para reconstruirlo. En el episodio "The Bridge", Anne ayuda con esta reconstrucción, durante la cual ella y el padre Gabriel comienzan a descubrir sentimientos el uno por el otro. Sin embargo, mientras estaba de guardia una noche, ve un helicóptero sobrevolando. En el episodio "Warning Signs" Al día siguiente, ella se retira del campo de la construcción, sin saber que Gabriel la está siguiendo. De vuelta en el desguace, recupera un walkie-talkie y habla con un hombre no identificado en el otro extremo. El hombre le dice que extrañó su camioneta y que solo la recogerá si trae una "A" con ella. Anne descubre a Gabriel y lo somete. En el episodio "The Obliged", se prepara para matar a Gabriel a través de un caminante pero ella no puede hacerlo, pero todavía le dice al otro lado del walkie-talkie que tiene su "A". Gabriel reconoce que Anne ha estado involucrada en el tráfico de personas, pero lo deja ir mientras ella huye para encontrarse con el helicóptero. En el episodio " What Comes After", Jadis corre hacia el punto de encuentro, insistiendo al hombre que todavía tiene su "A". Mientras espera en el sitio, es testigo del humo que acumuló Rick al destruir el puente y entre los diversos cuerpos de caminantes que flotan río abajo, ella encuentra a un Rick con heridas graves tirado en la tierra. Ella informa al helicóptero de aterrizaje que tiene una "B" y él necesita su ayuda. Anne y Rick se van en el helicóptero y se los llevan.

### The Walking Dead: Word Beyond
Después de que Anne desapareció con Rick Grimes, herido de muerte, en el helicóptero del Ejército de la República Cívica, se separó de él y lo puso bajo la custodia de CRM. A lo largo de los años, Anne se dedicó a la causa de la República Cívica, donde finalmente se convirtió en un miembro respetado y suboficial del CRM. Ella sirvió como la principal antagonista de la temporada 2 .

#### Temporada 2
En el episodio "Quatervois", la suboficial Jadis Stokes le entrega Barca a la Dra. Lyla Belshaw como su nuevo sujeto de prueba. Después de ordenar a sus asistentes que mantengan a Barca sedada hasta que puedan establecer los signos vitales de referencia, Lyla reconoce que esta es su última oportunidad para hacerlo bien y le pide a Anne que le asegure al teniente coronel Kublek que lo hará. Jadis se quita la máscara y revela que Kublek ha sido llamado a la República Cívica, tiempo indefinido y que hasta nuevo aviso, Lyla responderá a Jadis en su lugar.

## Víctimas asesinadas
- Brion (causado; zombificado)
- Tamiel (causado; zombificado)
- Lyla Belshaw (causado)
- Robin (causado)
- Percy (causado)
- Al menos 2 miembros de la milicia (causados)
- 130 carroñeros sin nombre (causados, accidentales, zombificados)
- 2 residentes del perímetro sin nombre (causados)
- Numerosos recuentos de zombis y posiblemente personas sin nombre.

## Desarrollo y recepción
Pollyanna McIntosh aparece como Jadis en lo que inicialmente solo fue un papel recurrente en 3 episodios de la séptima temporada de  The Walking Dead . Sin embargo, para la octava temporada del programa, fue promovida al elenco principal.